# ピーター・ジャイルズ
ピーター・ジャイルズ（Peter Giles、1944年6月17日 - ）は、イングランドのベーシスト、ボーカリストである。

## 経歴
ハンプシャーのハヴァント出身。ドーセット最大の都市ボーンマスの郊外で育った。 
10代で音楽活動を始め、ドラマーの兄マイケルと共にザ・ダウランド・ブラザーズのバック・バンドのメンバーとして初めてのレコーディングを経験した。その後、2人でトレンドセッターズ・リミテッドに加入して、シングルの制作や有名歌手のバック演奏などに携わった。 
1967年、マイケル、ロバート・フリップ（ギター）とジャイルズ・ジャイルズ&フリップ（GG＆F）を結成して、1968年9月にアルバム『チアフル・インサニティ・オブ・ジャイルズ・ジャイルズ&フリップ』を発表。GG＆Fはメンバーを増やして1969年1月にキング・クリムゾンになったが、彼はその前にフリップと対立して1968年11月に脱退した。 
1970年、キング・クリムゾンのセカンド・アルバム『ポセイドンのめざめ』に客演。引き続いて、1969年末にキング・クリムゾンを脱退したマイケルとイアン・マクドナルドの共作アルバム『マクドナルド・アンド・ジャイルズ』の制作に参加した。
その後事務弁護士の書記となり、長年に渡ってイギリスの音楽業界の著作権管理団体であるThe Performing Right Societyの為に、未払いの印税の追跡調査などを行なった。
2001年、かつてGG＆Fが『チアフル・インサニティ・オブ・ジャイルズ・ジャイルズ&フリップ』を発表した後でマクドナルドとジュディ・ダイブルをメンバーに迎えて制作した未発表音源の編集に携わった。これらの音源は同年、LP”Metaphormosis”、CD"The Brondesbury Tapes"として発表された。
2002年、マクドナルド、マイケルを初めとしたキング・クリムゾンの関係者と21stセンチュリー・スキッツォイド・バンドを結成。彼等は2007年までライブ活動して、批評家に賞賛された。
2009年、ザ・ダウランド・ブラザーズやトレンドセッターズ・リミテッドなど、GG＆F以前の活動の音源を収録した"The Giles Brothers"が発表された。
2001年にキーボーディスト兼ボーカリストの妻ヤスミンとAlunaとしてライブ活動を始め、2018年に彼女とアルバムを制作。2021年にYasmin and Peter Giles名義で"Insights"を発表した。
40代になってから陸上競技を始め、2015年にはリヨンで開催された2015年世界マスターズ陸上競技選手権の1500メートル走の70歳代の部に71歳で出場して２位となった。80歳になった2024年には、ヨーテボリで開催された同大会で5000メートル走や400メートルリレーなど、80～84歳の部において5つの金メダルを獲得した。